# 比護与三吉
- 比護与三吉[2][3]
- 比護與三吉[4]

比護 与三吉（ひご よさきち、1871年〈明治4年〉 - 1937年〈昭和12年〉5月20日）は、日本の料理人、駅弁販売者。明治後期に北海道札幌駅で駅弁の販売を開始し、北海道の食材にこだわった駅弁を考案したり、大正期には飯とおかずを別々の容器に詰める弁当箱「二重折り箱」を発案したりするなどの工夫により、日本全国の駅弁の歴史に大きな影響を与えた。

## 経歴
比護与三吉は1871年（明治4年）に、新潟県の糸魚川で誕生した。長男でなく、家を継ぐ立場になかったため、手に職をつけて1人立ちしようと、料理人の道を目指した。
修行の末に料理人として十分な技量を身につけた後、知人から「札幌は人が集まり、活気があるので、新たな商売の地に良い」と勧められて、1897年（明治30年）、妻子を連れて北海道へ移り、札幌駅近くに日本料理の店を開店した。しかし思うように客は集まらず、店は経営難に陥り、先行きの見えない日々を過ごしていた。

### 駅弁販売の道へ
札幌駅では、明治中期に営業人の高田文蔵が初めて駅弁を販売し、北海道の鉄道と札幌駅の発展もあって大成功を収めたが、1897年に廃業していた。札幌駅での商売人は他にもいたが、弁当専門の技術の持ち主は不在であった。そこで札幌駅職員は、駅近隣の料理人として、比護に駅弁販売を依頼した。比護は、弁当作りも乗客商売も未経験であったため、急な依頼に戸惑いを隠せなかった。また繁盛とはいえないまでも、食堂を構えた一国一城の主とのプライドから、駅商売にも抵抗があった。しかし生活のため、一念発起して料理店を閉業し、駅弁販売屋への転向を決心した。
当時は駅弁の概念がまだ無い時代であり、比護は作り方に迷った。唯一の先輩である高田文蔵は廃業してしまい、弁当の中身も売り方も不明、それを知っている駅関係者や商売人仲間も皆無であった。これには、当時の駅弁は米1升が買えるほど高価で、ある程度裕福な旅行者などだけが買えるものであり、駅関係者のほとんどが弁当の中身を目にしたことがないとの事情もあった。
比護は駅で旅行者1人1人に声をかけ、今まで食べた駅弁のことを聞いて回った。しかし駅弁の中身は、北海道では入手できない食材や、他の土地の名産品ばかりで、参考にはなるとは言い難かった。それでも生活のためもあり、可能な限りの食材を揃え、東京や大阪で売られていたという駅弁を模倣し、1899年（明治32年）に「比護屋」として駅弁販売を始めた。旅行者たちは、新たな駅弁屋に興味を示したものの、「珍しい料理が何もない」「これでこの値段は高い」と、比護に酷評を浴びせた。

### 駅弁の方向転換
比護の妻はあるとき、「自分たちが北海道で食べ慣れている食材の方が、お客様は喜ぶかもしれない」と、比護に発案した。比護はその言葉に、自分たちも新潟から札幌へ移り住んだとき、新潟には無い北海道の味覚を喜んだことを思い出して、「北海道外から訪れるお客様に対して、北海道を感じさせない駅弁は失敗であった」と考え直した。
翌日より早速、北海道にこだわった食材による、新たな駅弁作りに取り組んだ。サケの焼き魚、ヤマベ（ヤマメ）の甘露煮、大豆の煮豆、鰊漬けなど、どれも自分たちは食べ慣れているが、旅行者たちには珍しいであろう、北海道の味覚を期待する道外の客を喜ばせるであろう食材を、駅弁のおかずとして揃えた。
この方向転換は大成功し、比護屋の駅弁はあっという間に、旅行客たちの間で大人気を博した。北海道の味覚にこだわった駅弁は、札幌駅を訪れた旅行客に大変な好評であった。大人気のあまり、それまでは、駅弁の調理場と駅を1日1往復するだけで済んでいたが、それでは到底追い付かず、列車の出入りのたびに調理場へ行かなければならないほどだった。従業員も増え、比護屋は次第に活気づいた。

### 販売上の工夫

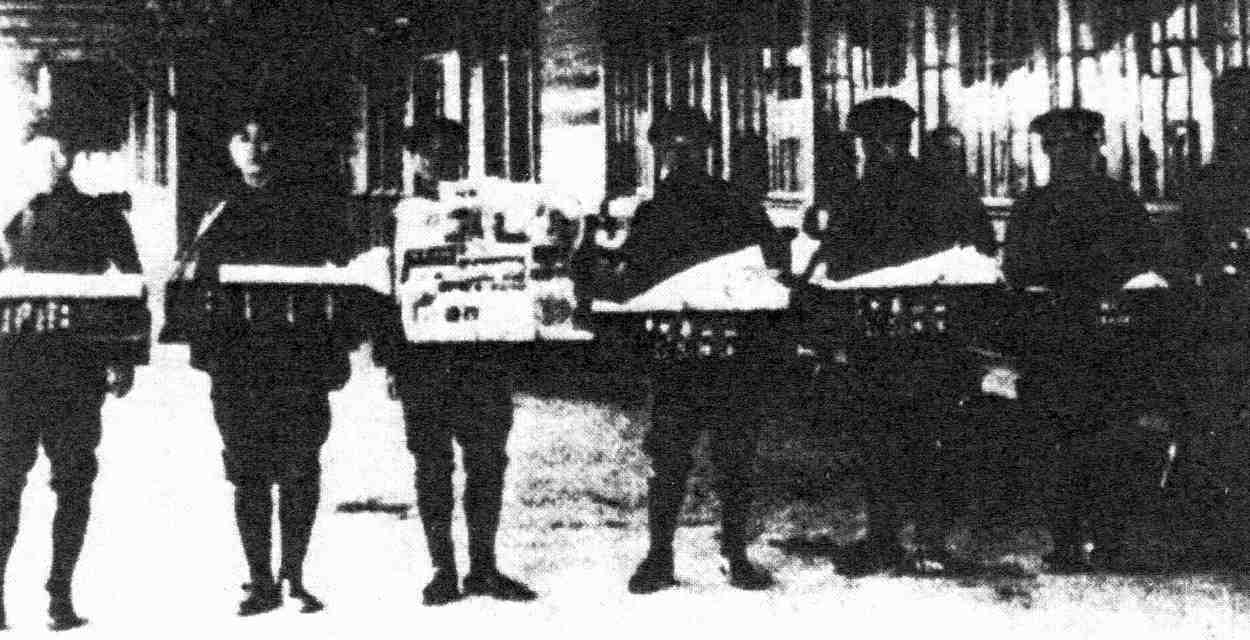
大正時代の札幌駅の駅弁販売者たち

駅弁販売は順調であったが、比護にはまだ未解決の難題として、「冬のお客様に、できるだけ温かい駅弁を届けたい」という思いがあった。冬季に駅弁が冷めるのは日本全国共通の問題だが、札幌は特に冷気が厳しく、駅弁が凍ってしまうことすらあった。毛布で温めたり、客に渡す時間を短縮したりと工夫したが、どれもさほど効果はなかった。
試行錯誤の末に、炊きたての温かい飯と、作り置きの冷めたおかずが一緒になっているために、飯が早く冷めることに気づき、1923年（大正12年）、飯とおかずを分離させて別々に詰める独自の弁当箱「二重折り箱」を考案した。この二重折り箱は、北海道のみならず、日本全国でも注目を浴びた。本州以南では、飯とおかずが箱の中で一緒では、夏季には暑くて腐敗しやすいが、飯と副食が別々の二重折り箱であれば、腐敗を防止し、賞味期限を延ばすことができた。二重折り箱は「札幌方式」とも呼ばれ、日本全国に広まった。
駅弁の中身や箱の他にも、比護は売り子の掛け声を「お弁当にー寿司ー、お茶にお弁当ー」「お寿司にお弁当、お茶ー」と、浪曲語りのような独特の声にすることも考案した。また客の旅行目的を聞いてから、それに合わせた駅弁を売るといった工夫もあった。乗客との会話は、比護にとって何より楽しみになっていた。

### 昭和期 - 晩年

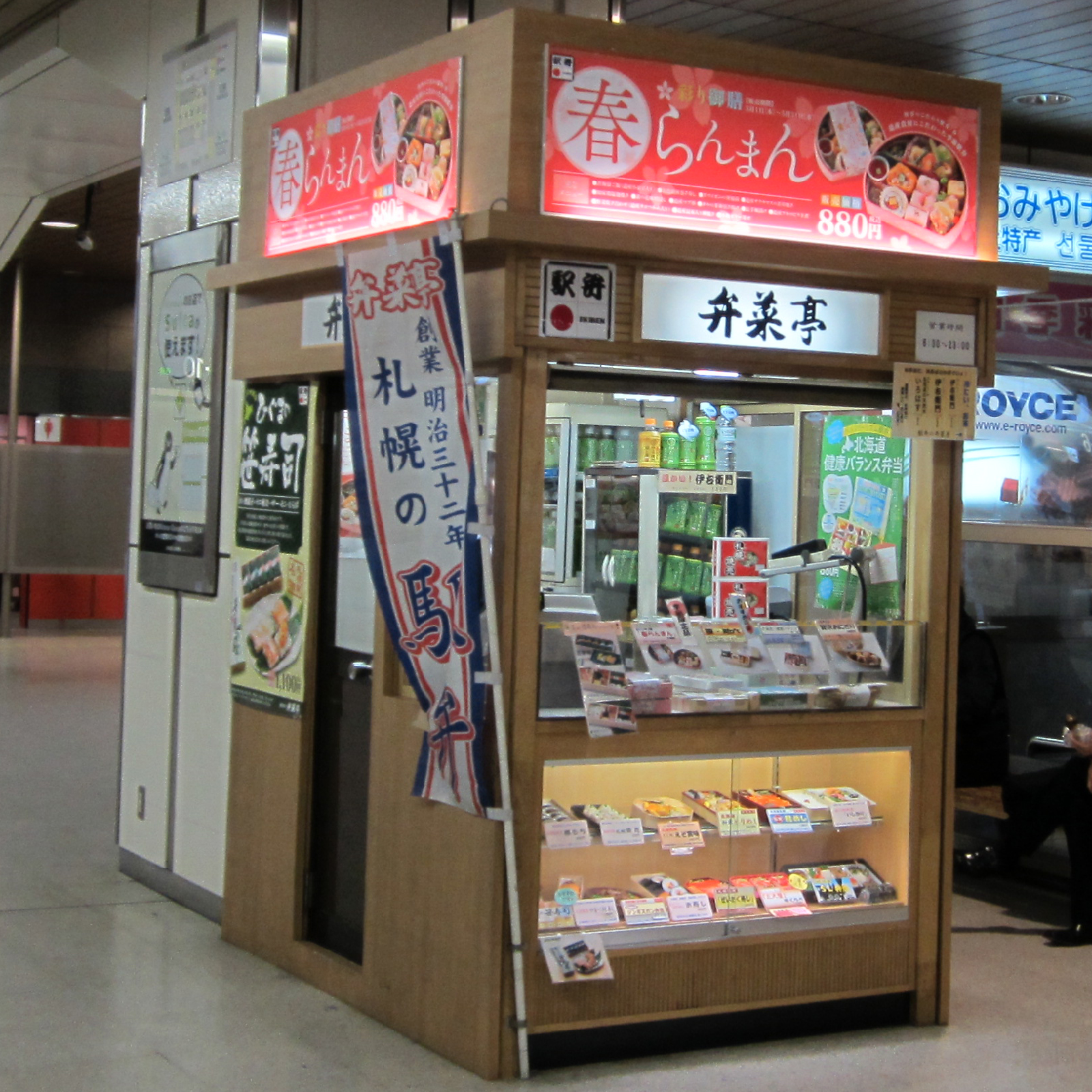
札幌駅立売商会による駅弁販売店「弁菜亭」（2012年）

昭和期に入り、時代が戦時体制に向かうと、札幌駅を訪れる旅行客も減少し、駅弁販売も低迷した。また駅弁にとって最も致命的なのは、食材の入手が困難になったことだった。比護はそれでも、「お客様に札幌の駅弁を食べてもらいたい、お客様を喜ばせたい」との一心で研究を重ね、駅弁作りに励んだが、次第に体は病気に侵された。
比護は病床においても、家族や見舞いの客を相手にし、札幌の駅弁の将来や、新たな駅弁のアイディアを熱心に語った。駅弁売りの声、列車の発車のベルと蒸気、旅行客たちの声を懐かしみ、「病気が治ったら、またお客様に駅弁を食べてもらう」と常に語っていたが、その願いが叶うことはなく、1937年（昭和12年）5月20日、66歳で死去した。
その後の1943年（昭和18年）、札幌駅で有限会社「札幌駅構内立売商会」（現・株式会社札幌駅立売商会）が設立された。同社は終戦後の復興期を経て、比護の精神を受け継ぐ形で、次々に新たな弁当、札幌名物の駅弁を作り出すに至っている。かつてのような立売の駅弁販売者は姿を消し、駅弁の内容も、時代ごとの嗜好に合わせて変遷を辿ったが、比護が考案したサケやヤマベといった食材は、彼の没後にも受け継がれている。